# Comunitat de comunes de Brocéliande
La Comunitat de comunes de Brocéliande (en bretó Kumuniezh kumunioù Breselien) és una estructura intercomunal francesa, situada al departament de l'Ille i Vilaine a la regió Bretanya, al País de Brocéliande. Té una extensió de 296,86 kilòmetres quadrats i una població de 15.104 habitants (2006).

## Composició
Agrupa 8 comunes :
1. Bréal-sous-Montfort
2. Maxent
3. Monterfil
4. Paimpont
5. Plélan-le-Grand
6. Saint-Péran
7. Saint-Thurial
8. Treffendel

## Administració
| Data d'elecció                             | Identitat               | Partit           | Qualitat |
| ------------------------------------------ | ----------------------- | ---------------- | -------- |
| 1993-2001                                  | Marie-Joseph Bissonnier | Divers droite    |          |
| 2001-2008                                  | Joseph Durand           | (UMP)            |          |
| 2008-                                      | Loïc Aubin              | UMP, després UDI |          |
| Les dades anteriores no són pas conegudes. |                         |                  |          |
|                                            |                         |                  |          |